# 利希滕费尔斯 (黑森州)
利希滕费尔斯（德語：Lichtenfels，發音：[ˈlɪçtn̩ˌfɛls] ⓘ）是德国黑森州卡塞尔行政区瓦尔代克-弗兰肯贝格县的城市，面积96.77平方千米，2023年12月31日人口为4,114人。